# District Tulcea
Tulcea is een Roemeens district (județ) in de historische regio Dobroedzja, met als hoofdstad Tulcea (96.813 inwoners).
De gangbare afkorting voor het district is TC.
Het district ligt in de Donau delta.

## Demografie
In het jaar 2002 had Tulcea 265.349 inwoners en een bevolkingsdichtheid van 31 inwoners per km².

### Bevolkingsgroepen
90% van de bevolking zijn Roemeen.
In de Donau-delta is er een grote bevolkingsgroep van Russen en Lipovanen (ongeveer 7% van Tulcea's bevolking). In het zuiden van het district zijn er minderheden van Turken en Tataren ongeveer 2% van de bevolking van het district. Er zijn ook Roma's, met ongeveer 1% van Tulcea's bevolking.

## Geografie
Het district heeft een oppervlakte van 8499 km².
In het noordoosten, zit de Donau-delta, die ongeveer 1/3 van Tulcea in beslag neemt.

## Aangrenzende districten
- Constanța in het zuiden
- Brǎila in het westen
- Galați in het noordwesten
- Oekraïne, regio: Boedzjak (Roemeens: Bugeac) in het noorden

## Steden
- Tulcea
- Babadag
- Sulina
- Măcin
- Isaccea